# 1988.
◄ | 19. stoljeće | 20. stoljeće | 21. stoljeće | ►
◄ | 1950-ih | 1960-ih | 1970-ih | 1980-ih | 1990-ih | 2000-ih | 2010-ih | ►
◄◄ | ◄ | 1985. | 1986. | 1987. | 1988. | 1989. | 1990. | 1991. | ► | ►►
Arhitektura • Astronautika • Astronomija • Biologija • Film • Fotografija • Glazba • Kazalište • Kemija • Kiparstvo • Knjige • Književnost • Kršćanstvo • Meteorologija • Medicina • Planinarstvo • Politika • Pravo • Promet • Slikarstvo • Strip • Šport • Televizija • Znanost • Zrakoplovstvo • Željeznički promet

## Događaji
- 25. svibnja – Posljednji put održana priredba povodom Dana mladosti.
- 9. srpnja – U Novom Sadu održan prvi miting podrške politici tadašnjem predsjedniku srpskih komunista, Slobodanu Miloševiću. U naredna tri mjeseca, širom Srbije održavani su mitinzi podrške Miloševiću.
- 17. rujna – 2. listopada – Održane XXIV. Olimpijske igre u Seulu.
- 5. listopada – Brazil dobiva demokratski Ustav.
- 5. listopada – Više desetina tisuća ljudi, na velikom mitingu u Novom Sadu, prisililo tadašnje rukovodstvo Vojvodine da podnese ostavku.
- 19. studenoga – U Beogradu, pred milijun ljudi, Milošević održao miting.

## Rođenja

### Siječanj – ožujak
- 7. siječnja – Haley Bennett, američka glumica i pjevačica
- 13. siječnja – Miloš Biković, srpski glumac
- 17. veljače – Natasha Kampusch, austrijska djevojka, poznata po bijegu nakon osam godina zatočeništva
- 18. veljače – Maiara Walsh, američka glumica
- 20. veljače – Rihanna, američka pjevačica
- 20. veljače – Tihana Nemčić Bojić, hrvatska nogometašica i trenerica
- 14. ožujka – Sasha Grey, američka pornografska glumica
- 14. ožujka – Stephen Curry, američki košarkaš
- 25. ožujka – Big Sean, američki hip-hoper
- 27. ožujka – Ermin Zec, bosanskohercegovački nogometaš
- 27. ožujka – Brenda Song, američka glumica i pjevačica
- 27. ožujka – Jessie J, engleska pjevačica

### Travanj – lipanj
- 9. travnja – Mate Selak, hrvatski nogometaš
- 10. travnja – Haley Joel Osment, američki glumac
- 21. travnja – Jencarlos Canela, američki glumac latinoameričkog podrijetla
- 4. svibnja – Radja Nainggolan, belgijski nogometaš
- 5. svibnja – Adele, engleska pjevačica
- 5. svibnja – Fatos Bećiraj, crnogorski nogometaš
- 17. svibnja – Nikki Reed, američka glumica
- 20. svibnja – Branko Čubrilo, hrvatski nogometaš
- 29. svibnja – Daria Kinzer, hrvatska pjevačica
- 1. lipnja – Domagoj Duvnjak, hrvatski rukometni reprezentativac
- 11. lipnja – Yui Aragaki, japanski glumac
- 14. lipnja – Kevin McHale, američki glumac i pjevač
- 16. lipnja – Thierry Neuville, belgijski reli vozač
- 20. lipnja – Marco Graziani, hrvatski violinist
- 20. lipnja – Katarina Baban, hrvatska glumica
- 28. lipnja – Maja Ciglenečki -  hrvatska televizijska i radijska voditeljica

### Srpanj – rujan
- 4. srpnja – Angelique Boyer, meksička glumica i pjevačica
- 12. kolovoza – Tyson Fury, britanski boksač
- 24. kolovoza – Rupert Grint, britanski glumac
- 4. rujna – Doris Pinčić Rogoznica, hrvatska glumica
- 7. rujna – Kevin Love, američki košarkaš
- 14. rujna – Martin Fourcade, francuski biatlonac
- 20. rujna – Habib Nurmagomedov, ruski borac mješovitih borilačkih vještina
- 20. rujna – Franko Škugor, hrvatski tenisač
- 28. rujna – Danijela Grgić, hrvatska atletičarka
- 28. rujna – Marin Čilić, hrvatski tenisač
- 29. rujna – Kevin Durant, američki košarkaš
- 29. rujna – Anja Alač, srbijanska glumica

### Listopad – prosinac
- 3. listopada – ASAP Rocky, američki reper
- 4. listopada – Derrick Rose, američki košarkaš
- 7. listopada – Diego Costa, brazilski-španjolski nogometaš
- 11. listopada – Séamus Coleman, irski nogometaš
- 13. listopada – Petra Kraljev, hrvatska glumica
- 17. listopada – Viktorija Loba,  makedonska pjevačica ruskoga porijekla
- 7. studenoga – Tinie Tempah, britanski reper
- 8. studenoga – Jessica Lowndes, kanadska glumica i pjevačica
- 15. studenoga – B.o.B, američki pjevač
- 21. studenoga – Eric Frenzel, njemački nordijski kombinatorac
- 25. studenoga – Nodar Kumaritašvili, gruzijski sanjkaš († 2010.)
- 28. studenoga – Scarlett Pomers, američka glumica i pjevačica
- 6. prosinca – Jure Dolenec, slovenski rukometaš
- 7. prosinca – Barbara Munjas, hrvatska pjevačica
- 8. prosinca – Viktorija Kalinina, ruska rukometna vratarka
- 11. prosinca – Božo Starčević, hrvatski hrvač
- 14. prosinca – Vanessa Hudgens, američka glumica i pjevačica
- 28. prosinca – Elfyn Evans, britanski reli vozač
- 29. prosinca – Ágnes Szávay, mađarska tenisačica

## Smrti

### Siječanj – ožujak
- 2. siječnja – Edmund Brisco Ford, britanski biolog (* 1901.)
- 16. siječnja – Andrija Artuković, hrvatski političar, član Ustaškog pokreta, ministar u vladi NDH (* 1899.)
- 6. veljače – Zvonimir Rogoz, hrvatski glumac i redatelj (* 1887.)
- 13. ožujka – John Holmes, američki pornografski glumac (* 1944.)
- 22. ožujka – Rudolf Matz, hrvatski skladatelj i glazbeni pedagog (* 1901.)

### Travanj – lipanj
- 2. lipnja – Raj Kapoor, indijski glumac i redatelj (* 1924.)
- 26. lipnja – Hans Urs von Balthasar, švicarski katolički teolog (* 1905.)

### Srpanj – rujan
- 2. kolovoza – Nada Klaić, hrvatska povjesničarka (* 1920.)
- 14. kolovoza – Enzo Ferrari, talijanski vozač trkaćih automobila, osnivač automobilske tvrtke Ferrari i poduzetnik (* 1898.)
- 26. rujna – Branko Zebec, hrvatski nogometaš i trener (* 1929.)

### Listopad – prosinac
- 1. listopada – Pavle Vuisić, srpski glumac (* 1926.)
- 31. listopada – Franjo Filipović, hrvatski pedagog (* 1901.)
- 1. studenoga – Aleksa Benigar, slovensko-hrvatski svećenik (* 1893.)
- 12. studenoga – Janika Balaž, novosadski tamburaš (* 1925.)
- 20. studenoga – Ante Gabrić, hrvatski katolički svećenik (* 1915.)
- 9. prosinca – Pavle Blažek, svestrani hrv. kult. djelatnik (* 1930.)

## Nobelova nagrada za 1988. godinu
- Fizika: Leon Max Lederman, Melvin Schwartz i Jack Steinberger
- Kemija: Johann Deisenhofer, Robert Huber i Hartmut Michel
- Fiziologija i medicina: James W. Black, Gertrude B. Elion i George H. Hitchings
- Književnost: Naguib Mahfouz
- Mir: Mirovne snage UN-a
- Ekonomija: Maurice Allais

## Vanjske poveznice
|  | Zajednički poslužitelj ima još gradiva o temi 1988. |